# Comité olympique uruguayen
Pour les articles homonymes, voir COU.

Le logo du comité olympique uruguayen

Le Comité olympique uruguayen (en espagnol : Comité Olímpico Uruguayo, COU) est le comité national olympique de l'Uruguay fondé en 1923 et reconnu la même année par le Comité international olympique. Il est présidé par Julio Maglione.